# Bestuiving

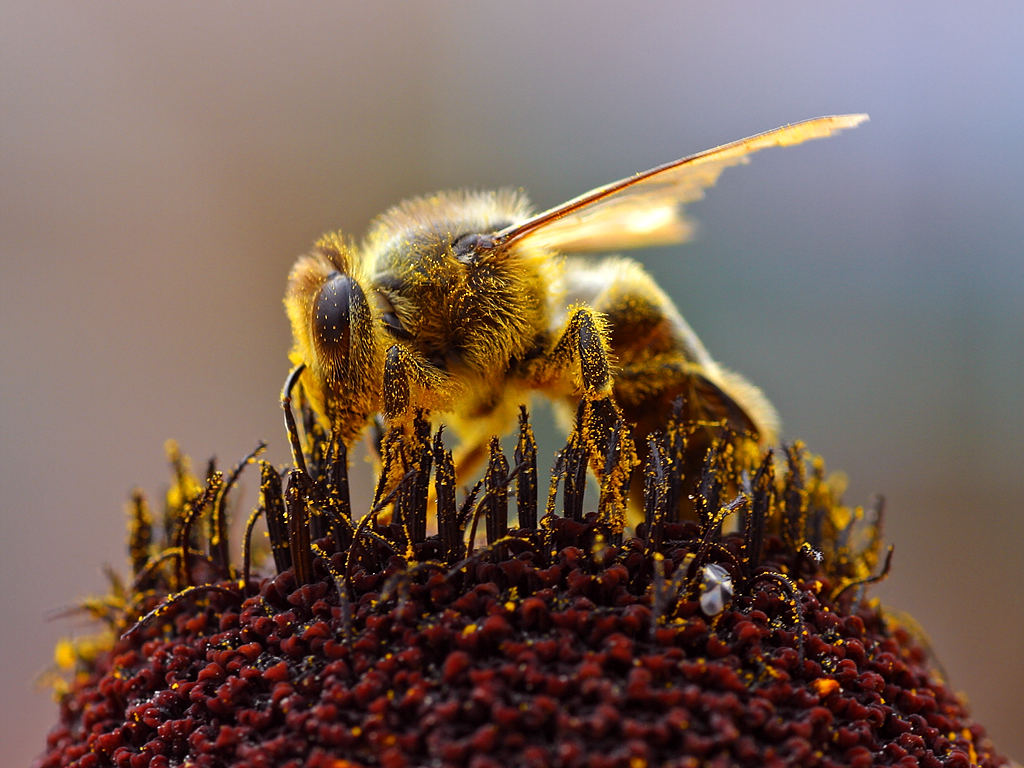
Bij met stuifmeel

Bestuiving (ook: pollinatie) is een belangrijke stap in de levenscyclus van zaadplanten: de overdracht van stuifmeelkorrels (waarin de mannelijke geslachtscellen of zelfs alleen de spermakernen worden gevormd) uit de helmhokjes van de meeldraad naar de stempel van de stamper. De stempel en stijl zit boven op het vruchtbeginsel dat een of meer zaadknoppen met een of meer eicellen (vrouwelijke geslachtscel) bevat. De studie van bestuiving vindt plaats in vele disciplines, zoals plantkunde, tuinbouw, entomologie, ethologie en ecologie.
Bestuiving is belangrijk in de tuinbouw omdat de meeste vruchten zich pas zullen ontwikkelen als de eicellen worden bevrucht. 35% van de wereldproductie (in ton) voor menselijk voedsel is op de een of andere manier afhankelijk van bestuiving. Bestuiving wordt daarom beschouwd als een ecosysteemdienst. Bestuiving wordt echter bedreigd door een grootschalige insectensterfte en afname van de insectenpopulaties.

## Bestuiving en bevruchting
De bevruchting wordt voorafgegaan door bestuiving: bestuiving kan leiden tot bevruchting, maar dat hoeft niet. Na bestuiving bewegen de spermakernen in de stuifmeelkorrel door de pollenbuis naar de nucellus (= macrosporangium). Daar bevinden zich twee polaire cellen (die eerst versmelten) en de eicelkern. De eicel versmelt met een van de spermakernen, polaire cellen versmelten zich met de andere spermakern. Dit is een dubbele bevruchting, zoals die plaatsvindt bij bedektzadigen. Er zijn variatie mogelijk op dit verloop van de bevruchting. Bij de ontwikkeling van de eicel tot kiemplant blijft deze beschermd in de moederplant en vormt zo de embryo in het zaad.
In de lucht zitten zeer veel verschillende stuifmeelkorrels en alleen een specifieke combinatie van stuifmeelkorrel en stempel geeft bevruchting. Dit voorkomt bij kruisbevruchters kruisbevruchting tussen soorten of nauw-verwante planten, zodat deze niet bastaarderen.
Er zijn verschillende barrières tegen kruisbevruchting tussen soorten, zoals door de bouw van de bloem, of door genetische barrières. Deze kunnen sporofytisch of gametofytisch van aard zijn:
- gametofytisch: de reactie van het stuifmeel hangt af van het genotype van de haploïde kernen van het stuifmeel en het genotype van de moederplant, waardoor de stuifmeelbuis al dan niet kan uitgroeien.
- sporofytisch: de reactie van het stuifmeel hangt af van het genotype van de vader en het genotype van de moeder, en niet af van het genotype van de haploïde kernen van het stuifmeel. Eenslachtige bloemen aan aparte vrouwelijke en mannelijke planten geeft doorgaans een zeer goede bescherming.

Ook bij tweeslachtige bloemen is de kans op kruisbevruchting vergroot, doordat het stuifmeel en de stamper niet tegelijk rijp te zijn, zoals bij rotsooievaarsbek (Geranium macrorrhizum) of doordat de helmhokjes van de meeldraden ver van de stamper verwijderd zijn.

## Wijzen van bestuiving
Het proces van bestuiving bij zaadplanten vereist bestuivers die de stuifmeelkorrels verplaatsen van een meeldraad naar een stempel.
Wijzen van bestuiving, gecategoriseerd naar bestuivingstype, zijn:
- bestuiving door insecten (entomogamie):
  - bijen en hommels, komt het meeste voor
  - kevers
  - wantsen, mogelijk bij Welwitschia mirabilis
  - dagvlinders
  - nachtvlinders
  - zweefvliegen
- bestuiving door andere dieren
  - vogels (ornithogamie), waaronder kolibries
  - vleermuizen (cheiropterogamie)
  - slakken (malacogamie), onder meer bij goudveil
- bestuiving door de wind (anemogamie) (zeer algemeen bij grassen) en vele boomsoorten als coniferen, populieren, hazelaars, elzen, berken, eiken.
- bestuiving door water (hydrogamie) doordat het stuifmeel drijft en/of de stempel (bij Vallisneria spiralis) drijft.

## Bestuiving in de tuinbouw

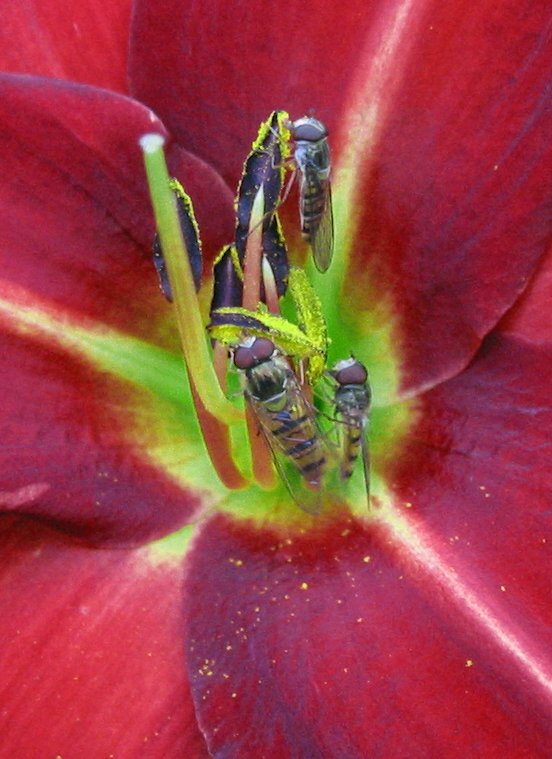
Zweefvliegen op Hemerocallis

Het beheer van de bestuiving is een tak van de tuinbouw die tot doel heeft om bestuivers te beschermen en te verbeteren, en vaak toevoeging impliceert van bestuivers in monocultuursituaties, zoals commerciële fruitboomgaarden. Honingbijen worden uitgezet op commerciële aanplantingen van komkommers, pompoenen, meloenen, aardbeien en veel andere gewassen.
Imkers plaatsen bijenvolken in de gewassen. In het verleden waren dit vooral hobby-imkers, maar de laatste jaren zijn er ook een aantal professionele bestuivingsimkers actief. Een dag geen bestuiving in een kas of tunnel is voor telers een flinke schadepost. De professionalisering van de imkersector is een gevolg van de vraag naar een consistente levering van bijenvolken in de tuinbouw.
Honingbijen zijn niet de enige geleide bestuivers. Andere soorten bijen worden ook gecultiveerd als bestuivers. Metselbijen (Osmia) en zandbijen (Andrena) worden soms ingezet als efficiëntere bestuivers dan honingbijen. De bladsnijderbij is een belangrijke bestuiver voor luzerne in westelijk Verenigde Staten en Canada. Hommels worden meer en meer gecultiveerd en gebruikt voor serretomaten en andere gewassen.

## Typen bestuiving
- allogamie: het stuifmeel komt op de stempel van een andere bloem terecht.
  - kruisbestuiving (xenogamie): het stuifmeel wordt geleverd aan een bloem van een andere plant.
  - buurbestuiving (geitonogamie): het stuifmeel komt op een andere bloem die op dezelfde plant zit en dit resulteert dus ook in zelfbestuiving.
- zelfbestuiving (autogamie): stuifmeel wordt overgebracht naar de stempel van dezelfde bloem.

Kruising of hybridisatie is een effectieve bestuiving tussen bloemen van verschillende soorten van hetzelfde geslacht, of zelfs tussen soorten van verschillende geslachten (zoals in het geval van verscheidene orchideeën).
De perzik wordt beschouwd als een zelfbestuiver omdat een commercieel gewas zonder kruisbestuiving kan worden geproduceerd, hoewel de kruisbestuiving gewoonlijk een beter product geeft.
Veel appelrassen zijn zelfonverdraagzaam, maar er zijn ook rassen die zichzelf kunnen bestuiven.
Om bestuivers aan te trekken, hebben sommige bloemen, zoals de zonnebloem, een donkerder centrum wanneer ze bekeken worden onder ultraviolet licht (wat bijen zien). Er kunnen ook patronen zijn op de bloemblaadjes. Deze worden honingmerken genoemd.

## Milieu
Bestuiving van voedingsgewassen is een milieu- en economische kwestie geworden. De tendens naar monocultuur betekent dat er in bloeitijd grotere aantallen bestuivers dan ooit tevoren nodig zijn. De andere tendens is de daling van bestuiversaantallen door insectensterfte, wegens hoog pesticidegebruik, nieuwe ziekten en parasieten van bijen, afname van imkerij, ontwikkelingen in voorsteden en verwijdering van hagen en ander habitat in het landschap. Het gebruik van insecticiden tegen muggen veroorzaakt een versnelling van het verlies van bestuivers.

## Bestuiving door hommels en bijen
Hommels en bijen vliegen van bloem naar bloem en verzamelen nectar, die later wordt omgezet in honing. Stuifmeel wordt actief en passief meegenomen. De insecten verzamelen het stuifmeel door contact met de meeldraden van de plant. Het stuifmeel wordt verzameld op de achterste poten tussen de dichte haren die als stuifmeelkorf worden gebruikt. Bij het bezoek aan meerdere bloemen kunnen stuifmeelkorrels overgebracht worden.
Nectar levert koolhydraten en het stuifmeel verstrekt proteïne. Wanneer larven grootgebracht worden, wordt stuifmeel verzameld om aan hun voedingsbehoeften te voldoen. Een bij of hommel die doelbewust stuifmeel verzamelt, is een tot tien keer efficiëntere bestuiver dan een insect dat hoofdzakelijk nectar verzamelt en slechts ongewild stuifmeel verzamelt.
Goed bestuivingsbeheer heeft tot doel om vooral honingbijen, maar ook hommels als ondersteuners tijdens de bloeiperiode van gewassen nectar te laten verzamelen, zodat zij stuifmeel verspreiden.

## Handmatige of mechanische bestuiving
Bij bestuiving door de mens wordt handmatig stuifmeel op de stempel aangebracht. Bij handbestuiving wordt ook wel gebruikgemaakt van een penseel. Vanwege de arbeidsintensiteit is handbestuiving vaak slechts een optie op kleine schaal, voornamelijk gebruikt door kleine tuinders en eigenaren van individuele planten. Bij grootschalige operaties, zoals veldgewassen, boomgaarden of commerciële zaadproductie, zijn honingbijen of andere bestuivers meestal een efficiëntere benadering van bestuiving. Er wordt onderzocht of bestuiving (gedeeltelijk) kan gebeuren door drones.
Het handbestuiven kwam in opspraak omdat ze in China op grote schaal wordt toegepast en mogelijk kan leiden tot bijensterfte.